# Abdullah Al-Falasi
Abdullah Essa Al-Falasi (6 de maio de 1977) é um ex-futebolista profissional emiratense, que atuava como defensor.

## Carreira
Abdullah Al-Falasi se profissionalizou no Al Wasl FC.

## Seleção
Abdullah Al-Falasi integrou a Seleção Emiratense de Futebol na Copa das Confederações de 1997.